# Thylacandra
Thylacandra är ett släkte av fjärilar. Thylacandra ingår i familjen vecklare.
Kladogram enligt Catalogue of Life:
| Thylacandra | \| \| Thylacandra argyromixtana \| \| \| \| \| \| Thylacandra endotera \| \| \| \| \| \| Thylacandra melanotoma \| \| \| \| \| \| Thylacandra sycophyes \| \| \| \| |
|             | \| \| Thylacandra argyromixtana \| \| \| \| \| \| Thylacandra endotera \| \| \| \| \| \| Thylacandra melanotoma \| \| \| \| \| \| Thylacandra sycophyes \| \| \| \| |
|             | Thylacandra argyromixtana |
|             | |
|             | Thylacandra endotera |
|             | |
|             | Thylacandra melanotoma |
|             | |
|             | Thylacandra sycophyes |
|             | |